# 145452 Ritona
145452 Ritona (designação provisória: (145452) 2005 RN43) é um objeto transnetuniano no cinturão de Kuiper classificado como cubewano. Ele possui uma magnitude absoluta de 3,9 e seu diâmetro é estimado em 679+55
−73 km, tornando-o num provável planeta anão.

## Descoberta
Ritona foi descoberto no dia 10 de setembro de 2005, pelos astrônomos Andrew C. Becker, Andrew W. Puckett, e Jeremy M. Kubica através do Observatório de Apache Point.

## Órbita
Ritona possui um período orbital de 268,45 anos. Sua órbita é pouco excêntrica (0,019), com um periélio (menor distância ao Sol) de 40,561 UA e um afélio (maior distância ao Sol) de 42,157 UA e um semieixo maior de 41,359 UA.